# Тейлор Пейдж
Тейлор Домінік Пейдж-Ангуло (англ. Taylour Dominique Paige-Angulo; нар. 5 жовтня 1990, Санта-Моніка, Каліфорнія, США) — американська акторка. Знана головною роллю у кримінальному фільмі «Зола» (2020), яка принесла їй премію «Незалежний дух» за найкращу жіночу роль. Серед інших помітних появ — ролі у спортивному драматичному серіалі VH1 «Запалюй!» (2013—2016), у стрічках «Джин із сім'ї Джонсів» (2016), «Білий хлопець Рік» (2018), «Ма Рейні: Мати блюзу» (2020), «Бугі» (2021) і «Поліцейський із Беверлі-Гіллз: Аксель Ф.» (2024).
2022 року випустила пісню з Кендріком Ламаром «We Cry Together», яка посіла 16 місце в Billboard Hot 100 і принесла номінацію на премію «Греммі».

## Молодість й освіта
Тейлор Домінік Пейдж народилася 5 жовтня 1990 року в Санта-Моніці, штат Каліфорнія, у родині Реджинальда Пейджа та Шеріл Вільямс. Росла в Інглвуді, Каліфорнія, передмісті Лос-Анджелеса, зі своїм старшим братом Тревісом. У 2 роки зайнялась танцями і навчалася у Венеції, а також Вест-Сайдській академії балету і два літа в Кровській академії балету у Вашингтоні, округ Колумбія. 2001 року стала ученицею хореографки Деббі Аллен і пройшла прослуховування для її мюзиклу «Перлина».
2008 року закінчила католицьку школу. 2010 року виступила в команді черлідерів «Лос-Анджелес Лейкерс», але за три місяці залишила, щоб закінчити коледж і зосередитись на акторській кар'єрі. Як черлідерку, її показували в спеціальному випуску Fox Sports про календар черлідерів «Лейкерс» на 2011 рік. Закінчила Університет Лойола Мерімаунт.

## Кар'єра
Знімалася в рекламних роликах і рекламних кампаніях для Transamerica, Best Buy, McDonald's, Adidas і «Just Dance 3». Першою появою у кіно стала роль танцівниці у фільмі «Шкільний мюзикл: Випускний» (2008). Після невеликих ролей у кількох короткометражних стрічках, зіграла Аші Гейз у спортивному драматичному телесеріалі «Запалюй!» (2013—2018). Вона покинула шоу 2016 року після трьох сезонів.
2016 року зіграла головну героїню в режисерському дебюті канадської режисерки Стелли Мегі «Джин із сім'ї Джонс». Фільм отримав позитивні відгуки. З'явилася у ролі Кеті Волсан-Каррі в кримінальній драмі «Білий хлопець Рік» (2018), яка отримала неоднозначні відгуки. Отримала гостьові ролі в тринадцятому сезоні «Анатомії Грей» і «Гравцях».
Головна роль у чорному комедійному кримінальному фільмі «Зола» (2020) стала для Пейдж проривною. Стрічка та її гра отримали схвальні відгуки та принесли премію «Незалежний дух» за найкращу головну жіночу роль. Того ж року зіграла роль Дассі Мей у драмі "Ма Рейні: Мати блюзу", яку високо оцінили критики та принесла їй номінацію на NAACP Image Award як найкраща акторка другого плану у фільмі. У травні 2022 року Пейдж дебютувала як співачка, виконала пісню «We Cry Together» разом з репером Кендріком Ламаром для його п’ятого студійного альбому «Mr. Morale & the Big Steppers». Пісня отримала схвальні відгуки критиків і номінацію на премію «Греммі». Знялася з Ламаром у її короткометражній адаптації у вересні. У листопаді брала участь у четвертому випуску "Savage X Fenty Show" барбадоської співачки Ріанни.
У травні 2021 року виконала головну жіночу роль поряд з Пітером Дінклейджем і Джейкобом Трембле у супергеройському фільмі «Токсичний месник» від Legendary Entertainment. У вересні приєдналася до акторського складу комедійного бойовика «Поліцейський з Беверлі-Гіллз: Аксель Ф.», де знімалася разом з Едді Мерфі та Джозефом Гордоном-Левіттом.
Отримала головну роль у комедійному фільмі «Брати».

## Особисте життя
З травня 2019 року до серпня 2021 року перебувала у стосунках з актором Джессі Вільямсом.
5 жовтня 2022 року вийшла заміж за модельєра Гарі «Рівінгтон Старчайлд» Ангуло, за два тижні до цього вони оголосили про заручини.

## Фільмографія
| Рік       |    | Українська назва                         | Оригінальна назва                  | Роль                            |
| --------- | -- | ---------------------------------------- | ---------------------------------- | ------------------------------- |
| 2004      | с  | Така Рейвен                              | That's So Raven                    | танцівниця                      |
| 2008      | ф  | Шкільний мюзикл: Випускний               | High School Musical 3: Senior Year | танцівниця                      |
| 2011      | кф | Мишоловка                                | Mousetrap                          | власниця мишоловки              |
| 2013—2016 | с  | Запалюй                                  | Hit the Floor                      | Аша Гейс (33 епізоди)           |
| 2015      | ф  |                                          | Touched                            | Джина                           |
| 2015      | с  | Гравці                                   | Ballers                            | Тереза (2 епізоди)              |
| 2016      | ф  | Джин із сім’ї Джонсів                    | Jean of the Joneses                | Джин Джонс                      |
| 2016      | с  | Анатомія Грей                            | Grey's Anatomy                     | Емма (Епізод: "Falling Slowly") |
| 2018      | ф  | Білий хлопець Рік                        | White Boy Rick                     | Кеті Волсан                     |
| 2020      | ф  | Зола                                     | Zola                               | Зола                            |
| 2020      | ф  | Ма Рейні: Мати блюзу                     | Ma Rainey's Black Bottom           | Дассі Мей                       |
| 2021      | ф  | Бугі                                     | Boogie                             | Елеонор                         |
| 2022      | ф  | Гостра палиця                            | Sharp Stick                        | Трейна                          |
| 2022      | кф | Інша країна                              | Another Country                    | мати                            |
| 2022      | ф  | Мак і Рита                               | Mack & Rita                        | Карла                           |
| 2022      | кф | Ми плачемо разом                         | We Cry Together                    | подружка                        |
| 2023      | ф  | Журнал «Мрії»                            | Magazine Dreams                    | Пінк Коат                       |
| 2023      | ф  | Токсичний месник                         | The Toxic Avenger                  | Дж. Дж. Доерті                  |
| 2024      | с  | Бакстери                                 | The Baxters                        | Анджела Меннінг (4 епізоди)     |
| 2024      | ф  | Поліцейський із Беверлі-Гіллз: Аксель Ф. | Beverly Hills Cop: Axel F          | Джей Сондерс                    |
| 2024      | ф  | Брати                                    | Brothers                           | Еббі Мангер-Джейкобсон          |
| 2026      | с  | Ласкаво просимо до Деррі                 | Welcome to Derry                   | [ 37 ]                          |

## Дискографія
| Назва                                         | Рік  | Пікові позиції у чартах | Пікові позиції у чартах | Пікові позиції у чартах | Пікові позиції у чартах | Пікові позиції у чартах | Альбом                        |
| Назва                                         | Рік  | US                      | AUS                     | CAN                     | SWE                     | WW                      | Альбом                        |
| --------------------------------------------- | ---- | ----------------------- | ----------------------- | ----------------------- | ----------------------- | ----------------------- | ----------------------------- |
| «We Cry Together» (разом з Кендріком Ламаром) | 2022 | 16                      | 19                      | 22                      | 96                      | 20                      | Mr. Morale & the Big Steppers |

## Визнання
| рік  | Нагорода           | Категорія                               | Назва                         | Результат | Ref.          |
| ---- | ------------------ | --------------------------------------- | ----------------------------- | --------- | ------------- |
| 2021 | Вибір критиків     | Найкращий акторський склад              | Ма Рейні: Мати блюзу          | Номінація | [ 43 ]        |
| 2021 | NAACP Image Awards | Найкраща акторка другого плану у фільмі | Ма Рейні: Мати блюзу          | Номінація | [ 44 ] [ 45 ] |
| 2021 | NAACP Image Awards | Найкращий акторський склад              | Ма Рейні: Мати блюзу          | Перемога  | [ 44 ] [ 45 ] |
| 2021 | Готем              | Найкраще виконання головної ролі        | Зола                          | Номінація | [ 46 ]        |
| 2022 | Black Reel         | Найкраща акторка                        | Зола                          | Номінація | [ 47 ]        |
| 2022 | Black Reel         | Прорив року                             | Зола                          | Номінація | [ 47 ]        |
| 2022 | Незалежний дух     | Найкраща жіноча роль                    | Зола                          | Перемога  | [ 48 ]        |
| 2023 | Греммі             | Альбом року                             | Mr. Morale & the Big Steppers | Номінація | [ 24 ]        |